# 集中定数回路
集中定数回路（しゅうちゅうていすうかいろ、しゅうちゅうじょうすうかいろ）は、取り扱う周波数の波長よりも十分小さい形状の電子部品や十分短い配線長で構成され、かつ、部品間の配線のインピーダンスが無視できるほど小さい回路である。
信号が伝播する遅延時間が無視できるほど小さいものと考えられるので、分布定数回路と区別している。
VHF以上の回路では、集中定数回路とされるものであっても、実際には集中定数と分布定数が複合した状態となっているので、設計には特別な配慮が必要である。

## 集中定数回路の特徴
電子部品の組み合わせにより回路の特性が決定する。
各電子部品の電圧と電流の関係は、各電子部品のインピーダンスを使用した行列で表現できる。よって、この行列を解析することにより、各部品にかかる電圧や流れる電流を計算できる。